# Csijotaikai Rjúdzsi

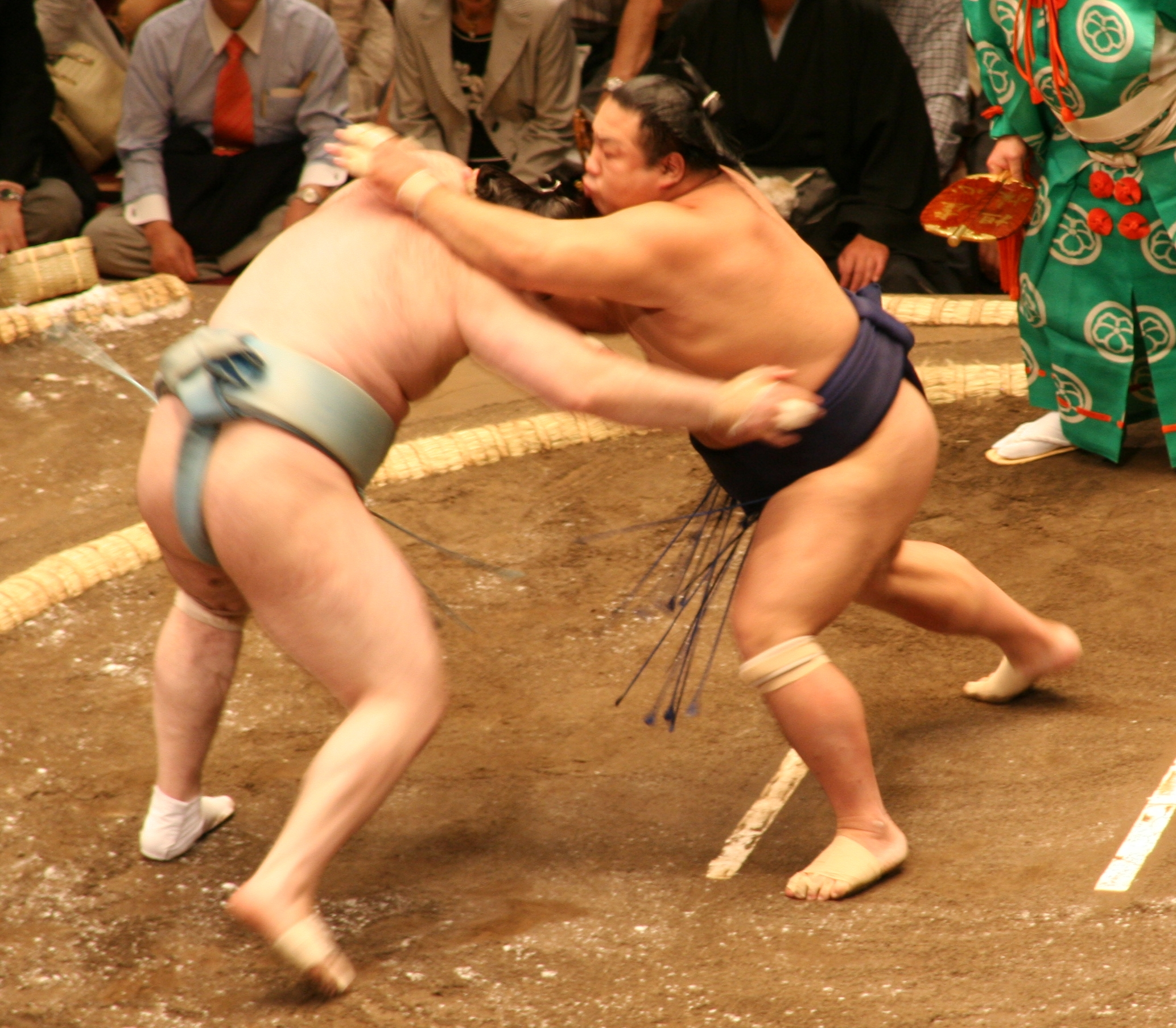
Csijotaikai (jobbra) Kokkai ellen

Csijotaikai Rjúdzsi (千代大海 龍二, nyugaton Chiyotaikai Ryuji, eredetileg 廣嶋 龍二, Hirosima Rjúdzsi) (Csitosze, Hokkaidó, Japán, 1976. április 29.) japán szumóbirkózó, a modern kor leghosszabb ideig ózeki rangban küzdő versenyzője.
Apja halála után a szülővárosának tekintett Óitába költöztek. Lelkes baseball-játékos és labdarúgó volt és kitűnt a dzsúdóban és a karatéban nyújtott teljesítményével, fiatal korában azonban bandatagként gyakran került másokkal összetűzésbe. A középiskola elvégzése után építőmunkásként dolgozott, amíg el nem fogadta az egykori jokodzuna, Csijonofudzsi Micugu istállójának meghívását. Azt mondják, Csijonofudzsi először nem engedte, hogy a Kokonoe istálló tagja legyen – nem tetszett neki, hogy beszőkítette a haját. Csak miután lenyírták, azután engedte belépni.
Sikonáját, birkózói nevét Csijonofudzsi tiszteletére kapta. 1992-ben debütált a profi szumóban. 1995-ben bekerült a második legrangosabb dzsúrjó osztályba, 1997-ben már elérte a makuucsi osztályt. 1998 májusában előléptették komuszubivá, 1999 márciusában pedig ózekivé, aminél lejjebb azóta nem került. Többször került közel a jokodzunává váláshoz, azonban eddig ezt nem sikerült elérnie. Összesen három tornagyőzelmet szerzett, a legutóbbit a 2003. márciusi harubasón.
Az átlagosnál valamivel nagyobb, 181 cm magas, súlya 158 kg. Ennek ellenére nagyon fürge versenyző, küzdelmeit heves rohamokkal szokta kezdeni.